# Geaya vivida
Geaya vivida is een hooiwagen uit de familie Sclerosomatidae.